# Asse
Asse là một đô thị ở tỉnh Vlaams-Brabant. Đô thị này bao gồm các thị xã Asse, Bekkerzeel, Kobbegem, Mollem, Relegem và Zellik. Tại thời điểm ngày 1 tháng 1 năm 2006,  Asse có tổng dân số 29.191 người. Tổng diện tích là 49,64 km² với mật độ dân số là 588 người trên mỗi km².